# Jacob Nicolaas Bastert
Jacob Nicolaas Bastert (Breukelen, 4 november 1826 – Maarsseveen, 19 oktober 1902) was een Nederlands politicus.
Hij startte zijn politieke carrière in 1851 als lid van de gemeenteraad in Maarsseveen. In 1853 werd hij lid van de Provinciale Staten van Utrecht. Hij was sinds 1875 Tweede Kamerlid en minister van Waterstaat, Handel en Nijverheid in het conservatieve kabinet-Heemskerk Azn. Bastert was een conservatief liberaal politicus en een handelsman van de oude stempel. Van Bastert werd gezegd dat hij liberaal sprak, maar conservatief stemde. Hij was antiklerikaal. Hij stemde in 1900 als een van de weinigen van de 'linkerzijde' tegen de ontwerp-Leerplichtwet.
Bastert had bij de buitenplaats Cromwijck een steenfabriek in eigendom. Hij was de vader van kunstschilder Nicolaas Bastert.